# 奇跡の翼
『奇跡の翼』（きせきのつばさ）は、浜口奈津子による日本の漫画作品。
『別冊少女コミック』（小学館）にて、1999年8月号から2000年4月号まで連載された。単行本は全2巻。

## あらすじ
14歳にして、オリンピック女子水泳で金メダルを獲得した歩夢。しかし、その後は膝を故障し、現役を引退し、水泳から一切退いた生活を送っていた。
歩夢はある日、学校で水泳部の翼と出会う。彼の綺麗な飛び込みに心奪われる歩夢だったが、彼女には既に夫がいた。

## 登場人物
朱方 歩夢（あけかた あゆむ）
高校2年生。14歳、史上最年少でオリンピック水泳で金メダルを獲得した。膝の故障が原因で、スポーツ推薦だった高校に通えなくなり、普通科の高校へ転入。現役選手の頃から故障で苦しんだ時まで支えてくれた主治医と周囲の反対を押し切って結婚した。

日下部 翼（くさかべ よく）
高校1年生。将来を有望視される飛び込みの選手。
葛井 洋二（かさい ようじ）
歩夢の夫。外科医。歩夢の高校の水泳部のチームドクターでもある。
吉田 さやか（よしだ さやか）
高校1年生。水泳部所属。翼のことが昔から好き。
高岡 聡子（たかおか さとこ）
歩夢のクラスメイト。水泳部所属。歩夢に水泳部にコーチとして入部してほしいと頼む。サバサバした性格。
狩野（かのう）
水泳連盟から出入り禁止を申し渡されている記者。歩夢に付きまとう。
添嶋 美華子（そえじま みかこ）
葛井の同僚の医師。葛井の不倫相手。
宮前（みやまえ）
飛び込み界を牛耳る国内最大の学閥・天王洲大学の学生。歩夢と共にオリンピックに出場した。翼の実力を見込む。